# Ischionodonta pustulosa
Ischionodonta pustulosa là một loài bọ cánh cứng trong họ Cerambycidae.